# Amphicnemis braulitae
Amphicnemis braulitae är en trollsländeart som beskrevs av Reagan Joseph Villanueva 2005. Amphicnemis braulitae ingår i släktet Amphicnemis och familjen dammflicksländor. Inga underarter finns listade i Catalogue of Life.